# Heinrich Gerber
Johann Gottfried Heinrich Gerber, nemški gradbeni inženir, * 18. november 1832 Hof, Bavarska, † 3. januar 1912, München, Nemčija.
Znan je kot izumitelj Gerberjevega nosilca. Prejel je več patentov za svoje sisteme za gradnjo mostov.

## Življenjepis
Gerber je študiral na politehničnih šolah v Nürnbergu in Münchnu, leta 1852 pa se je pridružil bavarski Staatsbaudienst, kjer je delal na železnici. Pomagal je pri načrtovanju mostu Großhesseloher in pomagal razviti Paulijev nosilec, uporabljen v mostu. Po njegovem zaključku leta 1857 je bil Gerber imenovan za glavnega inženirja oddelka za mostove Maschinenfabrik Klett v Nürnbergu.
Ko je podjetje leta 1859 dobilo naročilo za gradnjo železniškega mostu čez Ren v Mainzu, se je odločil, da bo dele mostu izdeloval v začasnem obratu blizu lokacije v Gustavsburgu. Gerber se je leta 1860 z družino preselil na montažno mesto, da bi vodil proizvodnjo in gradnjo mostu do njegovega dokončanja leta 1863.
Kasneje v Nürnbergu se je ukvarjal z zveznimi strukturnimi sistemi, ki jih je bilo lažje izračunati. Leta 1866 je prejel bavarski patent Balkenträger mit freiliegenden Stützpunkten (nosilec z izpostavljenimi bazami). Ta konzolni mostni sistem je bil prvič izveden leta 1867 na mostu čez Regnitz v Bambergu in na glavnem mostu v Haßfurtu. Ta konstrukcija se je hitro razširila in po vsem svetu postala znana kot Gerberjev nosilec.
1868 se je Gerber vrnil v Gustavsburg, da bi vodil gradnjo drugega tira mostu čez Ren. Nato je ustanovil pisarno v Münchnu. Kot del preoblikovanja sedeža v Nürnbergu v Maschinenbau-Actiengesellschaft Nürnberg leta 1873 sta se tovarna MAN-Werk Gustavsburg in njegova pisarna v Münchnu združila s Süddeutsche Bridge AG v Münchnu in postala neodvisna z Gerberjem kot glavnim izvršnim direktorjem. V tem času se je med drugim ukvarjal z razvojnimi deli na križiščih, druge zadolžitve izvršnega odbora so mu bile manj v veselje. Na njegov predlog se je to podjetje leta 1884 združilo v Maschinenbau-Aktiengesellschaft Nürnberg (zdaj MAN). Gerber je bil tam član uprave in je imel sedež v tehničnem svetovalnem odboru. Posvetil se je nadaljnji raziskovalni in svetovalni dejavnosti.

## Dela
- Dvižni cestni most na bastijonu Nicolaus v trdnjavi Mainz
- "Železniška protiutežna loputa" nad vhodom v zimsko pristanišče v Mainzu
- Nihajni most v Fort Gustavsburgu pri Mainzu
- Zasnova in gradnja Marienbrücke blizu gradu Neuschwanstein, 1866
- Most Tunder čez Majno v Hassfurtu (1866-1867)
- Železniški most Braunauer v Münchnu
- Zasnova postajne dvorane v Mainzu (1883)

Skupaj je sodeloval pri gradnji okoli 600 mostov.

## Časti
V Hofu, mestu, kjer se je Gerber rodil, je spominska plošča v spomin na inženirja in usnjarja. Enako ploščo so postavili na mostu Sophienbrücke v Bambergu, ki je bil prvi zgrajen leta 1867 kot usnjarski most - danes plošča stoji na naslednici stavbe Luitpoldbrücke.
Gerber je prejel tudi številna priznanja, kot sta dva viteška križca, častna članstva in leta 1902 častni doktorat Tehnične univerze v Münchnu. Leta 1911 mu je Pruska akademija za gradbeništvo podelila zlato medaljo za izjemne inženirske dosežke. Po njem so leta 1935 poimenovali delovno taborišče v Trogenu.
Po njem je poimenovana ulica v naselju Cramer-Klett v Gustavsburgu.